# Rubén Ignacio Martínez
Rubén Ignacio Martínez (Santiago de Chile, 27 november 1964) is een voormalig profvoetballer uit Chili, die speelde als aanvaller. Hij was driemaal topscorer in de Chileense Primera División: 1989, 1990 en 1991.

## Clubcarrière
Martínez speelde clubvoetbal in Chili en Mexico. Hij beëindigde zijn loopbaan in 2000, en kwam tot een totaal van 441 competitieduels en 184 doelpunten.

## Interlandcarrière
Martínez speelde twaalf officiële interlands voor Chili in de periode 1987-1990, en scoorde twee keer voor de nationale ploeg. Hij maakte zijn debuut in de vriendschappelijke uitwedstrijd tegen Brazilië (2-1 nederlaag) op 9 december 1987 in Uberlândia, net als Gustavo Huerta, Francisco Ugarte, Manuel Pedreros en Leonel Pedreros. Martínez nam in dat duel de enige Chileense treffer voor zijn rekening.
| Interlanddoelpunten | Interlanddoelpunten | Interlanddoelpunten | Interlanddoelpunten | Interlanddoelpunten | Interlanddoelpunten | Interlanddoelpunten | Interlanddoelpunten |
| #                   | Datum               | Locatie             | Wedstrijd           | Goal(s)             | Score               | Uitslag             | Wedstrijd           |
| ------------------- | ------------------- | ------------------- | ------------------- | ------------------- | ------------------- | ------------------- | ------------------- |
| 1                   | 09/12/1987          | Uberlândia          | Brazilië – Chili    | Goal                | 0 – 1               | 2 – 1               | Oefeninterland      |
| 2                   | 05/05/1989          | Los Angeles         | Chili – Guatemala   | 67'                 | 1 – 0               | 1 – 0               | Oefeninterland      |

## Erelijst
Cobresal
- Segunda División

1998
- Topscorer Primera División

1989 (25 goals)
- Copa Chile

1987
 Colo-Colo
- Primera División

1990, 1991
- Topscorer Primera División

1990 (22 goals), 1991 (23 goals)
- Copa Libertadores

1991
- Recopa Sudamericana

1992
- Copa Interamericana

1992